# Evionnaz
Evionnaz är en ort och kommun i distriktet Saint-Maurice i kantonen Valais, Schweiz. Kommunen har 1 482 invånare (2023).